# Windmotor Oldeberkoop
De Windmotor Oldeberkoop is een poldermolen nabij het Fries-Stellingwerfse dorp Oldeberkoop, dat in de Nederlandse gemeente Ooststellingwerf ligt. De molen is een middelgrote Amerikaanse windmotor, die een windrad heeft met 12 bladen en een diameter van 3,5 meter. In welk jaar hij werd gebouwd is niet bekend. De windmotor staat ruim een kilometer ten zuiden van Oldeberkoop aan de zuidelijke oever van de Linde in een natuurgebied. Hij is niet te bezichtigen.